# Judyta mazowiecka
Judyta (ur. 1222/1227, zm. 4 grudnia między 1257 a 1263) – księżniczka mazowiecka, poprzez dwa małżeństwa była księżną opolsko-raciborską i księżną wrocławską z dynastii Piastów.
Była córką księcia mazowieckiego Konrada I i księżniczki nowogrodzkiej Agafii, córki księcia Świętosława Andrzeja Igorewica, władającego Nowogrodem Siewierskim, a pod koniec życia także Przemyślem.
Poślubiła między 1238 a 24 września 1239 Mieszka II, księcia opolsko-raciborskiego. Owdowiała w październiku 1246 roku, małżeństwo było bezdzietne. W testamencie jej mąż zapisał jej gród Toszek w dożywocie, z zastrzeżeniem, że gdyby ponownie wyszła za mąż, powinna zwrócić posiadłość jego następcy za spłatą 500 grzywien srebra.
Między 28 stycznia a 3 lutego 1252 roku Judyta została żoną Henryka III Białego, księcia wrocławskiego. Z drugim mężem miała co najmniej czworo dzieci:
- Jadwiga, żona Henryka, najstarszego syna landgrafa Turyngii Albrechta Wyrodnego, a po jego śmierci Ottona Tłustego, hrabiego Anhaltu,
- Henryk IV "Probus", książę wrocławski,
- kilkoro dzieci zmarło w młodym wieku.

Zmarła 4 grudnia między 1257 a 1263. 
Henryk III po jej śmierci poślubił Helenę, córkę Albrechta I, księcia saskiego.